# Hoplitis spoliata
Hoplitis spoliata är en biart som först beskrevs av Léon Abel Provancher 1888.  Hoplitis spoliata ingår i släktet gnagbin, och familjen buksamlarbin. Inga underarter finns listade i Catalogue of Life.